# سیارک ۳۷۵۶
سیارک ۳۷۵۶ (به انگلیسی: 3756 Ruscannon، نامگذاری:1979MV6) سه هزار و هفتصد و پنجاه و ششمین سیارک کشف شده‌است که در ۲۵ ژوئن ۱۹۷۹ کشف شد.
قدر مطلق سیارک برابر ۱۳٫۵۰ است.